# S&P/ASX 50

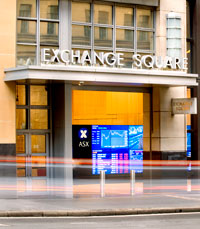
Imagen de la entrada al edificio Sydney Exchange Square.

El índice S&P/ASX 50 es un índice bursátil del mercado de valores de Australia
(Australian Securities Exchange) de Standard & Poor's. 
Las empresas del índice también cotizan en el índice mundial S&P Global 1200.

## Composición
A 17 de diciembre de 2010, la composición del índice del ASX 50 en orden alfabético es la siguiente:
| Símbolo | Compañía                       | GICS | Sector                        | Sede                |
| ------- | ------------------------------ | ---- | ----------------------------- | ------------------- |
| AGK     | AGL Energy Ltd                 | 55   | Servicios                     | Sídney              |
| AMP     | AMP Ltd                        | 40   | Finanzas                      | Sídney              |
| ANZ     | ANZ Banking Group              | 40   | Finanzas                      | Melbourne           |
| ASX     | ASX Limited                    | 40   | Finanzas                      | Sídney              |
| AXA     | AXA Asia Pacific Holdings Ltd  | 40   | Finanzas                      | Melbourne           |
| AMC     | Amcor Ltd                      | 15   | Materiales                    | Melbourne           |
| AIO     | Asciano Ltd                    | 20   | Industrial                    | Melbourne           |
| BHP     | BHP Billiton Ltd               | 15   | Materiales                    | Melbourne / Londres |
| BSL     | Bluescope Steel Ltd            | 15   | Materiales                    | Melbourne           |
| BXB     | Brambles Industries Ltd        | 20   | Industrial                    | Sídney              |
| CFX     | CFS Retail Property Trust      | 40   | Finanzas                      | Sídney              |
| CSL     | CSL Ltd                        | 35   | Salud                         | Melbourne           |
| CCL     | Coca-Cola Amatil Ltd           | 30   | Bienes de consumo             | Sídney              |
| CBA     | Commonwealth Bank of Australia | 40   | Finanzas                      | Sídney              |
| CPU     | Computershare Ltd              | 45   | Tecnologías de la Información | Melbourne           |
| CWN     | Crown Ltd                      | 25   | Bienes de consumo             | Melbourne           |
| FMG     | Fortescue Metals Group         | 15   | Materiales                    | Perth               |
| FGL     | Foster's Group Limited         | 30   | Bienes de consumo             | Melbourne           |
| GPT     | GPT Group                      | 40   | Finanzas                      | Sídney              |
| IPL     | Incitec Pivot                  | 15   | Materiales                    | Melbourne           |
| IAG     | Insurance Australia Group Ltd  | 40   | Finanzas                      | Sídney              |
| LEI     | Leighton Holdings Ltd          | 20   | Industrial                    | Sídney              |
| LLC     | Lend Lease Group               | 40   | Finanzas                      | Sídney              |
| MQG     | Macquarie Group Ltd            | 40   | Finanzas                      | Sídney              |
| MAP     | MAp Airports Ltd               | 20   | Industrial                    | Sídney              |
| MGR     | Mirvac Ltd                     | 40   | Finanzas                      | Sídney              |
| NAB     | National Australia Bank Ltd    | 40   | Finanzas                      | Melbourne           |
| NCM     | Newcrest Mining Ltd            | 15   | Materiales                    | Melbourne           |
| NWS     | News Corporation Ltd           | 25   | Bienes de consumo             | Nueva York          |
| OSH     | Oil Search Ltd                 | 10   | Energía                       | Port Moresby        |
| ORI     | Orica Ltd                      | 15   | Materiales                    | Melbourne           |
| ORG     | Origin Energy Ltd              | 10   | Energía                       | Sídney              |
| QBE     | QBE Insurance Group Ltd        | 40   | Finanzas                      | Sídney              |
| QAN     | Qantas Airways Ltd             | 20   | Industrial                    | Sídney              |
| RIO     | Rio Tinto Ltd                  | 15   | Materiales                    | Melbourne / Londres |
| STO     | Santos Ltd                     | 10   | Energía                       | Adelaida            |
| SHL     | Sonic Healthcare Ltd           | 35   | Salud                         | Sídney              |
| SGP     | Stockland                      | 40   | Finanzas                      | Sídney              |
| SUN     | Suncorp-Metway Ltd             | 40   | Finanzas                      | Brisbane            |
| TAH     | Tabcorp Holdings Ltd           | 25   | Bienes de consumo             | Melbourne           |
| TLS     | Telstra Corp Ltd               | 50   | Telecomunicaciones            | Melbourne           |
| TOL     | Toll Holdings Ltd              | 20   | Industrial                    | Melbourne           |
| TCL     | Transurban Group NPV           | 20   | Industriales                  | Melbourne           |
| WES     | Wesfarmers Ltd                 | 20   | Industrial                    | Perth               |
| WDC     | Westfield Group                | 40   | Finanzas                      | Sídney              |
| WRT     | Westfield Retail Trust Ltd     | 40   | Finanzas                      | Sídney              |
| WBC     | Westpac Banking Corp           | 40   | Finanzas                      | Sídney              |
| WPL     | Woodside Petroleum Ltd         | 10   | Energía                       | Perth               |
| WOW     | Woolworths Ltd                 | 30   | Bienes de consumo             | Sídney              |
| WOR     | WorleyParsons Ltd              | 10   | Energía                       | Sídney              |